# Хъдърсфийлд
Хъдърсфийлд (на английски: Huddersfield) е голям търговски град в югозападната част на област Западен Йоркшър – Англия, част от образувалия се метрополис на графството. Той е административен и стопански център на община Кърклийс. Населението на града по данни от преброяването от 2001 г. е 146 234 жители. Разположен е на 16 км в южна посока от Брадфорд и на 310 км северозападно от столицата Лондон.
Градът е известен с важната си роля през индустриалната революция. Хъдърсфийлд е родното място на Ръгби Лигата, както и на Харолд Уилсън – министър-председател през 1970-те години. Селището е място на Викторианска архитектура.

## География

### Квартали и предградия
След промяната на градските граници през 2004 година, Хъдърсфийлд покрива 8 от 23-те административни електорални подразделения (райони) на община Кърклийс. Центърът на града е разположен в градския район – „Нюсъм“.
| Градски Район             | Население | Площ (км²) | Квартали                                                                                              |
| ------------------------- | --------- | ---------- | --- |
| Almondbury                | 16 610    | 10.26      | Almondbury, Fenay Bridge, Lascelles Hall, Lepton                                                      |
| Ashbrow                   | 17 470    | 11.31      | Ashbrow, Brackenhall, Bradley, Deighton, Fixby, Netheroyd Hill, Sheepridge                            |
| Crosland Moor & Netherton | 17 400    | 7.40       | Beaumont Park, Crosland Moor, Lockwood, Longroyd Bridge, Netherton, South Crosland, Thornton Lodge    |
| Dalton                    | 17 520    | 12.88      | Colne Bridge, Dalton, Kirkheaton, Moldgreen, Rawthorpe, Upper Heaton, Waterloo                        |
| Golcar                    | 17 370    | 6.15       | Cowlersley, Golcar, Longwood, Linthwaite (part of), Milnsbridge, Salendine Nook                       |
| Greenhead                 | 17 620    | 4.42       | Birkby, Edgerton, Fartown, Hillhouse, Marsh, Paddock                                                  |
| Lindley                   | 17 020    | 7.09       | Ainley Top, Birchencliffe, Lindley, Mount, Oakes                                                      |
| Newsome                   | 17 110    | 8.37       | Armitage Bridge, Berry Brow, Hall Bower, Lowerhouses, Newsome, Primrose Hill, Springwood, Taylor Hill |

## Демография
Изменение на населението за период от две десетилетия 1981-2001 година:
| година    | 1981    | 1991    | 2001    |
| --------- | ------- | ------- | ------- |
| население | 147 825 | 143 726 | 146 234 |

## Спорт
Галфарм Стейдиъм, разположен в североизточната част на града е дом на футболния отбор ФК Хъдърсфийлд Таун и на ръгби отбора „Хъдърсфийлд Джайънтс“.